# Bastorf
Bastorf település Németországban, Mecklenburg-Elő-Pomeránia tartományban, az Amt Neubukow-Salzhaff-hoz. Lakosainak száma 1136 fő (2023. december 31.).

## A település részei

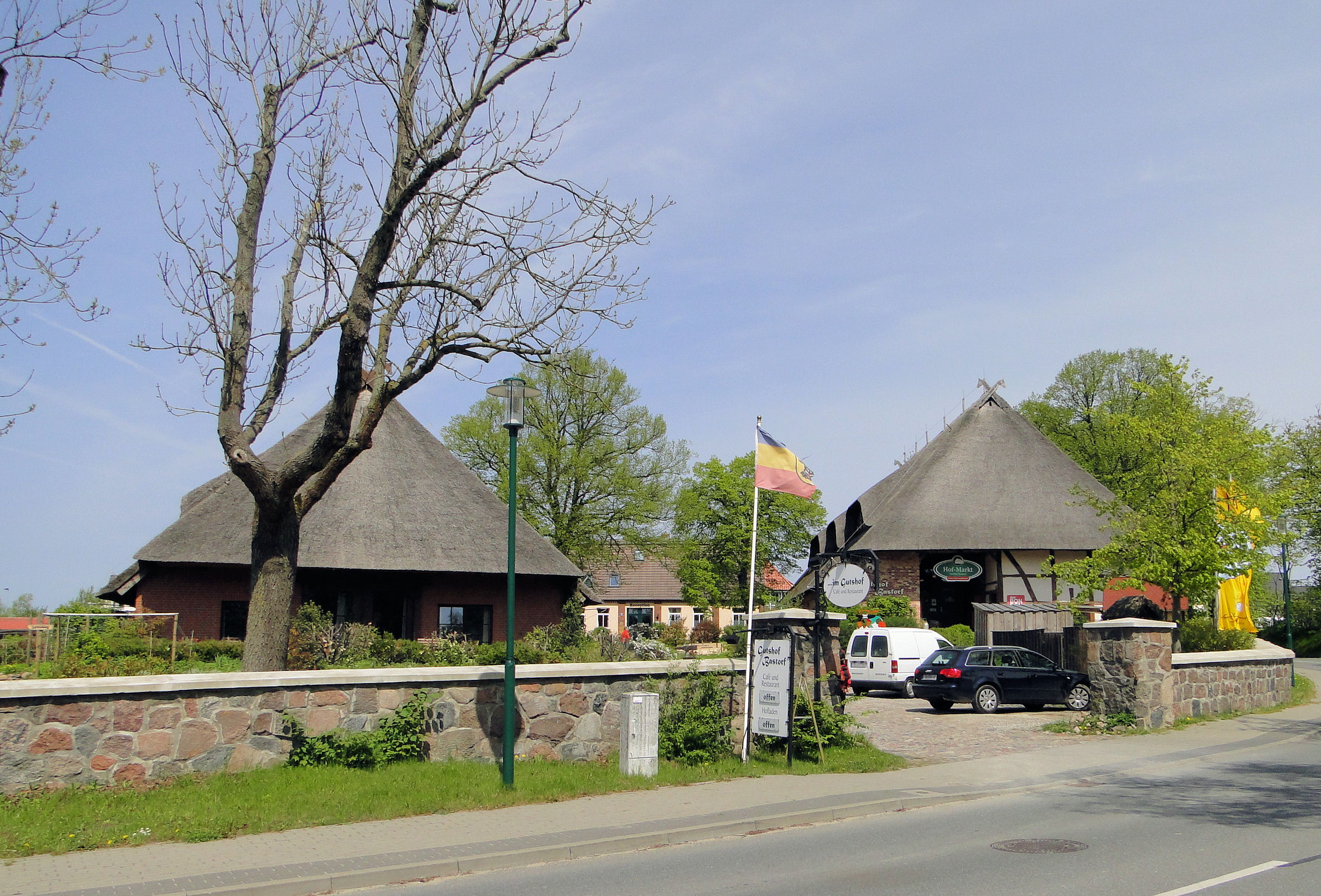
Bastorf
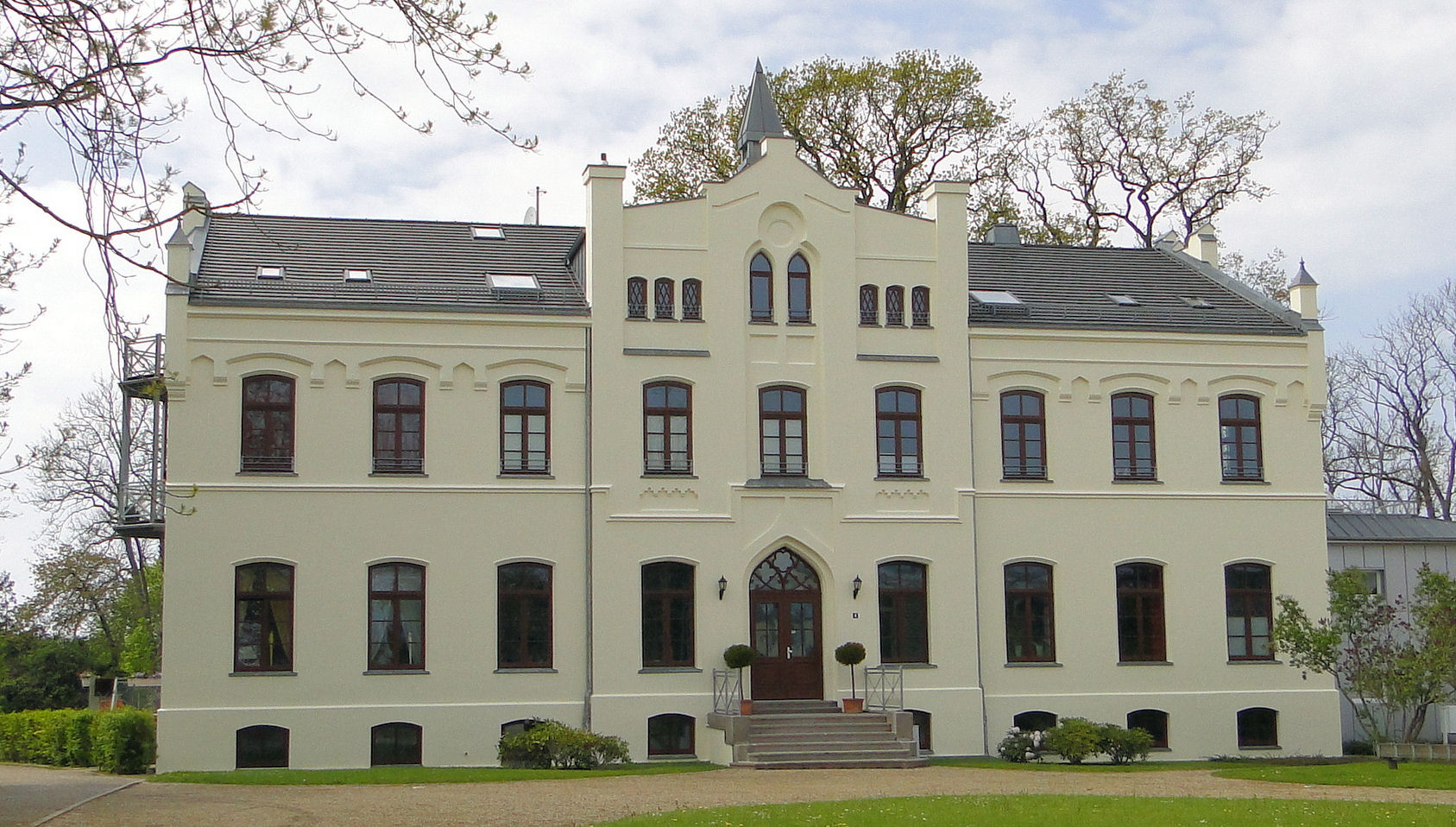
Kägsdorf
- Mechelsdorf
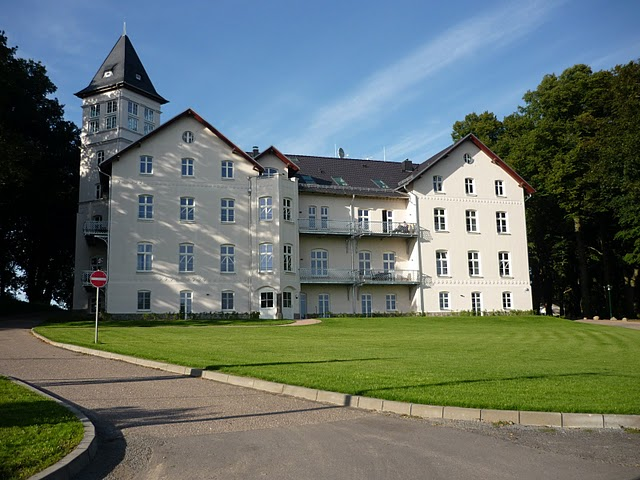
Hohen-Niendorf
- Wendelstorf
- Westhof
- Zweedorf

- Bastorf
- Kägsdorf
- Hohen Niendorf

## Népesség
A település népességének változása:
| Lakosok száma | 1045 | 1077 | 1069 | 1083 | 1136 |
|               | 2017 | 2019 | 2021 | 2022 | 2023 |